# Радомир Антич
Радомир Антич (на сръбски: Радомир Антић) е бивш сръбски футболист и треньор по футбол. Почти цялата му треньорска кариера преминава в Испания. Той е единственият наставник водил трите „гранда“ на испанския футбол - Барселона, Реал Мадрид и Атлетико Мадрид. Също така Антич е един от само двамата треньори водили вечните съперници Барселона и Реал Мадрид, (другият е Енрике Фернандес Виола). Бил е наставник още на Сарагоса, Овиедо и Селта Виго. Като национален селекционер на Сърбия води отбора на Световното първенство през 2010 година.

## Състезателна кариера
Започва своята кариера в Слобода Ужице и преминава в Партизан Белград, където преминава по-голямата част от кариерата му.
През лятото на 1977 г. подписва с Фенербахче за който играе два сезона.
През 1978 г. преминава в Реал Сарагоса и за два сезона записва 58 срещи в Примера дивисион.
През 1980 г. Антич подписва с английския втородивизионен Лутън и още в първия сезон печели шампионската титла и промоция за елита, където играе още три сезона. На 14 май 1983 г. в последния кръг на английската висша лига (тогава Първа дивизия) Лутън Таун гостува на Манчестър Сити в директен спор за оцеляване. На Сити им е нужен равен за да се спасят от изпадане, докато на Лутън му е нужна задължителна победа. Седем минути преди края 35-годишният Антич носи победата на своя отбор, а Сити изпадна след 17 години в елита.
| Гола на Антич срещу Манчестър Сити 0 |
| ------------------------------------ |

## Треньорска кариера
На 36-годишна възраст Антич слага край на своята състезателна дейност и започва кариера като треньор. Първоначално е асистент на Ненад Бийекович в Партизан. Отбора печели титлата за сезон 1985-86, но в началото на юли 1987 г. старши треньора е уволнен, а Антич е назначен за селекционер на 16-годишните в школата на белградския клуб.

### Реал Сарагоса
През 1988 г. получава покана да поеме своя бивш клуб Реал Сарагоса. Скромният отбор по това време се намира в долната половина на таблицата, а най-известните имена в състава му са ексцентричният парагвайски вратар Хосе Луис Чилаверт, както и българските национали Божидар Искренов и Наско Сираков. Постига победи в последните осем кръга и класира отбора на 5-о място в Примера дивисион, с което и участие в турнира за купата на УЕФА. В първия кръг на турнира отстранява кипърския Аполон Лимасол, а във втория кръг отпада от Хамбургер ШФ, след победа с 1:0 и загуба в реванша с 0:2.

### Реал Мадрид
В края на март 1991 г. Антич поема Реал Мадрид и става третият треньор водил отбора през сезона след Джон Тошак и клубната легенда Алфредо ди Стефано.
До този момент „белият балет“ е записал серия от загуби от отборите на Кадис, Реал Сосиедад и Логронес, а след 26 кръг заема 7 място в класирането на Примера дивисион.
В турнира за Купата на европейските шампиони отпада на четвъртфиналите от Спартак Москва на Олег Романцев, като след нулево равенство в Москва губи реванша на Сантяго Бернабеу с 1:3., което е причината за отстраняването на Ди Стефано.
По това време в отбора се състезават футболисти като Емилио Бутрагеньо, Мичел, Фернандо Йеро, Маноло Санчис, Георге Хаджи и ветерана Уго Санчес. Дебютът му е на 24 март 1991 г. при разочароващото домакинско равенство срещу Реал Овиедо в което гостите играят от 68-ата минута с човек по-малко.
До края на сезона Антич води Реал в последните 12 мача, в които записва 8 победи, 2 равенства и 2 загуби, а в крайното класиране финишират на трето място с което печели участие в турнира за Купата на УЕФА.
По време на летния трансферен период привлича като ново попълнение Роберт Просинечки от европейския клубен шампион за последния сезон Цървена звезда, както и обещаващият 21-годишен талант на Спортинг Хихон - Луис Енрике.
Сменя и позицията на 23-годишния Фернандо Йеро, като го преквалифицирва от централен защитник във вътрешен полузащитник и халфът му се отблагодарява като приключва сезона с цели 21 гола. Антич е уволнен през януари 1992 г., незнайно защо след 12 победи, едно равенство и нито една загуба. Сърбинът завещава на новия наставник Лео Беенхакер първото място в Примера дивисион с 6 точки преднина пред втория Атлетико Мадрид, и 8 т. пред третия Барселона, както и полуфинал в турнира за Купата на УЕФА.
До края на сезона Реал пропилява преднината си пред третия Барселона с което и шампионската титла. Също така е елиминиран от полуфиналната фаза в турнира за Купата на УЕФА от ФК Торино.

### Реал Овиедо
В 21-вия кръг на сезон 1992-93 заменя Хавиер Ирурета начело на намиращия се в зоната на изпадащите Реал Овиедо и завършва на 16-о място, като по този начин запазва мястото на отбора в елита.
Остава начело на клуба още в два сезона. През лятото на 1993 г. привлича от Партизан Белград национала на Сърбия и Черна гора Славиша Йоканович, а в началото на следващия сезон — неуспелият да се наложи в Реал Мадрид Роберт Просинечки. В тези два сезона Антич финишира със скромния клуб на 9-о място в крайното класиране. След доброто представяне с отбора на Овиедо треньора получава предложения от големите испански клубове, и въпреки че до последно води преговори с отбора на Валенсия с който дори има предварително подписан договор, Антич приема офертата на президента на Атлетико Мадрид - Хесус Хил.

### Атлетико Мадрид
Най-големите успехи на Радомир Антич като треньор са свързани с Атлетико Мадрид, а сърбина води отбора в три различни периода от своята кариера.
През лятото на 1995 г. поема „дюшекчиите“, които току-що са се спасили от изпадане в последния кръг след равенство 2:2 срещу Севиля. По това време екипа на клуба насят испанските национали Хосе Луис Каминеро и Кико Нарваес, както и аржентинецът Диего Симеоне.
Антич прави опит да привлече 19-годишният Фернандо Мориентес от Албасете, но талантливият нападател подписва с Реал Сарагоса. Привлича Милинко Пантич, Любослав Пенев, както и вратарят Хосе Молина. Постига исторически дубъл като триумфира с титлата в Примера дивисион и с купата на Краля, която печели след победа над Барселона на Йохан Кройф. След края на сезона Радомир Антич е удостоен с наградата на испанското списание „Дон Балон“ за „Треньор на годината в Испания“
Въпреки че става голмайстор на отбора за сезона с 16 попадения, Любослав Пенев е трансфериран в Компостела, а за негов заместник е привлечен аржентинецът Хуан Еснайдер. Другото ново попълнение в състава на Антич е Радек Бейбъл, играл финал на Евро 96 с отбора на Чехия.
В Шампионската лига Атлетико завършва на първо място в група с бъдещия носител на трофея Борусия Дортмунд, както и с отборите на Стяуа Букурещ и Видзев Лодз, но отпада на четвъртфинала от Аякс Амстердам.
През сезон 1996-97 завършва на пето място в испанското първенство, което му дава право на участие в турнира за Купата на УЕФА. В турнира за купата на Краля отпада на четвъртфинала от Барселона.
През сезон 1997-98 президентът Хесус Хил инвестира сериозни суми в новите попълнения Жуниньо Паулища, привлечен от Мидълзбро и спечелилият шампионската титла на Италия с Ювентус - Кристиян Виери. В турнира за Купата на УЕФА губи полуфинал от Лацио.
В испанското първенство завършва на 7-о място, а за купата на Краля отпада на 1/16 финала от Реал Сарагоса. През лятото на 1998 г. след края на сезона Антич е уволнен, а на негово място е назначен Ариго Саки.

## Успехи
Като състезател
 Партизан Белград
- Шампион на Югославия (1): 1975-76

 Фенербахче
- Турска Суперлига (1): 1977-78

Като треньор
 Партизан Белград
- Шампион на Югославия (2): 1985-86, 1986-87

 Атлетико Мадрид
- Примера дивисион (1): 1995-96
- Купа на Краля (1): 1995-96

Индивидуални награди
- Награда на Дон Балон за най-добър треньор – 1996